# Rondoy
Le Rondoy ou Nevado Rondoy (du quechua runtuy signifiant « héler » ou « pondre un œuf » hispanisé en Rondoy) est une montagne située dans la partie septentrionale de la cordillère Huayhuash, dans les Andes, au Pérou. Elle s'élève à 5 870 m d'altitude à la limite du district de Pacllón (province de Bolognesi, région d'Ancash) et du district de Queropalca (province de Lauricocha, région de Huánuco).
Le Rondoy est situé au nord du Yerupaja et du Jirishanca et au sud-ouest du lac Mit'uqucha.

## Ascension
- 6 juin 1961 : première ascension du Rondoy Nord (5 820 m) par Andrea Oggioni et Walter Bonatti.